# Volapük
Volapük eller volapyk ("världsspråket", av vol "värld", -a [genitivändelse], pük "språk"; jfr eng. world och speak) är ett planspråk avsett som internationellt hjälpspråk, skapat av den tyske prästen Johann Martin Schleyer och offentliggjort 1879.  Volapük är främst baserat på engelska och tyska, ackompanjerat av en tämligen tung grammatik. Språket är i mångt och mycket en inspirationskälla till esperanto som är ganska likt, men använder sig av en betydligt enklare grammatik. 

## Skrift och uttal
Volapük använder en variant av det latinska alfabetet, med de 27 bokstäverna a ä b c d e f g h i j k l m n o ö p r s t u ü v x y z. Stavningen är fonematisk. Vokalerna a, e, i, o, u, ä, ü, ö uttalas som i tyskan. Konsonanterna uttalas också som i tyskan, utom v som står för v-ljud (som i svenskan), samt 
c, som uttalas dsch,
j, som uttalas som ett sje-ljud, och
y, som uttalas som ett j-ljud.
/r/ -fonemet undviks i stor utsträckning, därför att det i framför allt asiatiska språk sammanfaller med /l/.
Betoningen ligger alltid på ordets sista stavelse.

## Grammatik
Grammatiken är formrik men strängt regelbunden. Verbens presens anges med suffigerade personliga pronomina, och vid varje övrigt tempus tillkommer ett särskilt prefix. Till exempel böjs ordet löfön "att älska" i presens singular löfob, löfol, löfom, löfof, löfon (jag, du, han, hon, den/det älskar), där ob etc är personliga pronomina. Tabellen nedan visar de vanligaste formerna av verbet löfön i första och andra person samt tredje person maskulinum singular. 
|                 | aktivum indikativ                   | passivum indikativ                     |
| presens         | löfob, löfol, löfom (stam+pronomen) | palöfob, palöfol, palöfom (prefix pa-) |
| imperfekt       | älöfob, älöfol, älöfom (prefix ä-)  | pälöfob, pälöfol, pälöfom (prefix pä-) |
| perfekt         | elöfob, elöfol, elöfom (prefix e-)  | pelöfob, pelöfol, pelöfom (prefix pe-) |
| pluskvamperfekt | ilöfob, ilöfol, ilöfom (prefix i-)  | pilöfob, pilöfol, pilöfom (prefix pi-) |
| futurum         | olöfob, olöfol, olöfom (prefix o-)  | polöfob, polöfol, polöfom (prefix po-) |
| futurum exaktum | ulöfob, ulöfol, ulöfom (prefix u-)  | pulöfob, pulöfol, pulöfom (prefix pu-) |

Förutom indikativ finns även modusen konjunktiv, konditionalis och imperativ, som bildas genom att suffix läggs till indikativen. Volapük har ett mycket omfattande verbsystem. Enligt en uträkning kan ett transitivt verb anta sammanlagt 2688 olika former.
Substantiven böjs i kasus (nominativ, ackusativ, genitiv, dativ) och numerus (singularis och pluralis). Alla dessa kategorier anges med fasta ändelser. Exempelvis böjs ordet vol (värld) så:
|           | singular | plural |
| nominativ | vol      | vols   |
| genitiv   | vola     | volas  |
| dativ     | vole     | voles  |
| ackusativ | voli     | volis  |

Adjektiv placeras normalt efter de substantiv som de beskriver. Adjektiven böjs inte, utom om de föregår substantivet eller står ensamma.
Den grundläggande ordföljden är subjekt - verb - objekt (SVO-språk). Volapük har varken bestämd eller obestämd artikel.

## Ordförråd
Ordförrådet är hämtat från bland annat tyska, engelska, franska och latin, men medvetet modifierat för att inte likna sitt ursprung. De flesta ordstammar är enstaviga, och inleds aldrig med vokal. Ett system för ordbildning medelst avledning finns, med 60 prefix och 85 suffix. 
Alla adjektiv bildas med tillägg av suffixet -ik till ett substantiv, till exempel gret "storlek", gretik "stor" (från engelskans great). Adverb bildas genom att -o läggs till adjektivsuffixet ik.

## Tillkomst och mottagande
Schleyer själv hävdade att idén bakom skapandet av Volapük kom efter en konversation med en smått skrivkunnig församlingsmedlem där det framkom att han inte längre kunde nå sin son via brev eftersom den amerikanska posten inte kunde läsa faderns handstil. Schleyer började klura över ett internationellt alfabet som alla nationaliteter kunde använda. Han funderade vidare på det hela tills en kväll då Gud i en dröm föreslog att han skulle färdigställa ett sådant språk. Gudfruktig som han var så satte han i gång och konstruerade språket som efter färdigställandet 1880 fick ett omedelbart erkännande.
Volapük väckte till en början stor entusiasm, men visade sig vara svårt att använda i praktiken. Den första volapükkongressen hölls 1884 i Friedrichshafen, den andra 1887 i München och den tredje 1889 i Paris. Vid de två första kongresserna, som framförallt bevistades av tyskar och österrikare, talades mestadels tyska, men vid kongressen i Paris talades volapük. En volapükakademi grundades 1889. 1889 nådde volapük sin största spridning, och det uppskattas att det då fanns 283 volapükklubbar, 25 volapüktidskrifter, varav 7 helt på volapük, och 316 läroböcker på 25 språk.
Volapük fick både beröm och mycket kritik. En språklig kritik var att de många enstaviga rotorden ofta var så lika varandra att risken för förväxling var stor, och i avledda former uppstod ofta homonymi. Efter att ha haft en stor anslutning under några år övergavs språket snabbt. En viktig orsak, förutom missnöje med rent språkliga inslag, var upphovsmannen Schleyers attityd. Han ansåg att endast han som skapare av volapük (datuval volapüka) hade rätt att bestämma om språkets framtida utveckling. Även inom rörelsen styrde Schleyer mycket auktoritärt, delade ut diplom för volapüklärare, utsåg ledamöter i akademin och så vidare. När volapükakademin föreslog vissa reformer i språket och Schleyer blockerade dessa blev sprickan i rörelsen tydlig. Därefter gick det utför för språket och rörelsen. Denna process påskyndades av det 1887 presenterade esperanto. Esperanto var mycket lättare att lära för de flesta européer, och många volapükklubbar blev istället esperantoklubbar. Volapükrörelsen var i stort sett försvunnen vid sekelskiftet 1900. Nederländaren Arie de Jong framlade 1931 ett reformerat volapük, som fick stöd av de få volapükanhängare som då fanns kvar. Ännu idag finns emellertid ett fåtal människor som har lärt sig volapük, antagligen främst som ett kuriosum. 
Genom Internet har volapük kommit att synas mer. Volapük har till exempel en egen språkutgåva av Wikipedia som hösten 2007 hade 112 000 artiklar, vilket placerade språket på 15:e plats i antal artiklar räknat, före stora språk som bland andra turkiska. Noteras ska dock att detta till allra största delen är maskingenererade småartiklar, vilket lett till en del kritik.